# ハニー・フィッツ
ハニー・フィッツ (Honey Fitz) は、ジョン・F・ケネディがアメリカ合衆国大統領だった時期に、大統領専用ヨット（遊行船）に付けられていた船名。この船は、1931年に建造されて以来、様々な用途に用いられ、様々な名称で呼ばれた経緯があるが、現在もハニー・フィッツの名称で現存し、運航されている。
「ハニー・フィッツ」という船名は、ジョン・F・ケネディの母方の祖父ジョン・F・フィッツジェラルドの愛称に由来する。

## 歴史
この船は、モンゴメリー・ワードなどの経営に当たったことで知られる実業家シーウェル・アベリーの注文により、ミシガン州ベイシティのデフォー造船が製造し、1931年にアベリーの娘の名をとって「レノア (Lenore)」と命名された。アベリーはミシガン湖に近いヒューロン湖北東部のレ・シェノー諸島に邸宅を構えており、その一帯でこの船を運航した。
第二次世界大戦中の1942年8月15日、この船はアメリカ沿岸警備隊に売却され、「CG-92004」と改名の上で、1943年1月9日にカーチス・ベイの合衆国沿岸警備隊造船所における改装が完成した。戦時中は、おもにニューヨーク州の沖合における監視任務や、潜水艦乗組員の訓練に使用された。
欧州戦線における終戦後、1945年6月23日に、この船は沿岸警備隊からアメリカ海軍に供与されてワシントンD.C.の海軍施設に配置されて、大統領専用ヨットポトマックのための補給船となり、11月28日付で完全に海軍に移管譲渡された。
時の大統領ハリー・S・トルーマン（在任：1945年 – 1953年）は、本来の船名を重んじてこの船を「レノアII (Lenore II)」と改名し、当時の主たる大統領専用ヨットだったウィリアムズバーグを補助する補給船、代替船として使用した。ところが次の大統領ドワイト・D・アイゼンハワーは、ウィリアムズバーグが贅沢に過ぎると考えてこれを退役させ、代わりにこの船を主たる大統領専用ヨットとして、船名も孫娘のひとりの名から「バーバラ・アン (Barbara Anne)」と改め、改装を施した上で、夏の休暇の移動や週末の娯楽などに愛用した。
次に大統領となったジョン・F・ケネディは、この船を母方の祖父ジョン・F・フィッツジェラルドの愛称にちなんで「ハニー・フィッツ」と改名した。もともと海軍の軍人だったケネディは、船旅を好み、家族や知人らとともにこの船でロードアイランド州やフロリダ州をはじめ、各地に出かけた。また、この船には要人が招かれることもあり、イギリスの首相ハロルド・マクミランが乗船したこともあった。1961年、日本の首相だった池田勇人が訪米した際には、ポトマック川に浮かべたハニー・フィッツに池田が招かれ、いわゆる「ヨット会談」が行なわれた。ケネディの暗殺を受け、副大統領から昇格して大統領となったリンドン・B・ジョンソンは、船名を変えなかったが、ほとんど宴会場としてしかこの船を使わなかった。
続いて大統領となったケネディの政敵リチャード・ニクソンは、就任後この船を、妻パット・ニクソンにちなんで「パトリシア (Patricia)」と改名したが、この名はあまり浸透せず、結局ニクソンは1970年4月にこの船を払い下げ処分することにした。しかし、払い下げの条件が厳しすぎて応札がなく、条件を緩和して同年末にようやく払い下げられた。
この船を購入したジョセフ・キーティング (Joseph Keating) は、ケネディの支持者であり、1970年にこの船を「プレジデント (President)」という船名で登録した後、トイレの壁紙に至るまで、この船の姿をケネディ時代のものに復元した。その後、この船は、再び「ハニー・フィッツ」として、チャーター運航などに供されている。